# Língua bora
Bora é uma língua ameríndia falada no noroeste da América do Sul pelos Boras. Também é conhecida como Booraa e, pelos seus falantes, como Miamunaa que significa "gente, seres humanos".
A população tem entre 2.000 e 3.000 pessoas, mas apenas 1.350 são falantes (750 no Peru e 600 na Colômbia). Os falantes peruanos tem índice de alfabetização de 10% a 30% na língua bora e 25 a 50% na sua 2ª língua.
O Bora pertence à família Witoto, formada por línguas originadas da região do Loreto no Peru, em regiões próximas ao rio Amazonas e na fronteira entre Brasil e Peru. O bora tem 94% de inteligibilidade com o dialeto Miraña que, antigamente podia ser encontrado no Brasil.
Em 1998 foi publicado o dicionário bora-espanhol e sua gramática tem regras próprias.
Atualmente, existem poucos falantes da língua bora como primeira língua, restando apenas alguns adultos e idosos. As crianças bora aprendem espanhol, algumas como segunda língua e a maioria como língua principal. Devido à influência de colonizadores europeus, movimentos migratórios, sistema educacional e casamentos com outros povos são alguns dos motivos pelos quais a quantidade de falantes do bora está diminuindo.

## Etimologia
Apesar de ser utilizado atualmente pelos estudiosos, Bora é o nome dado por uma tribo vizinha e significa “povo de fora”. Já Miamunaa é o endônimo (nome da língua segundo os falantes) e é traduzido do bora como "gente, seres humanos".

## Distribuição

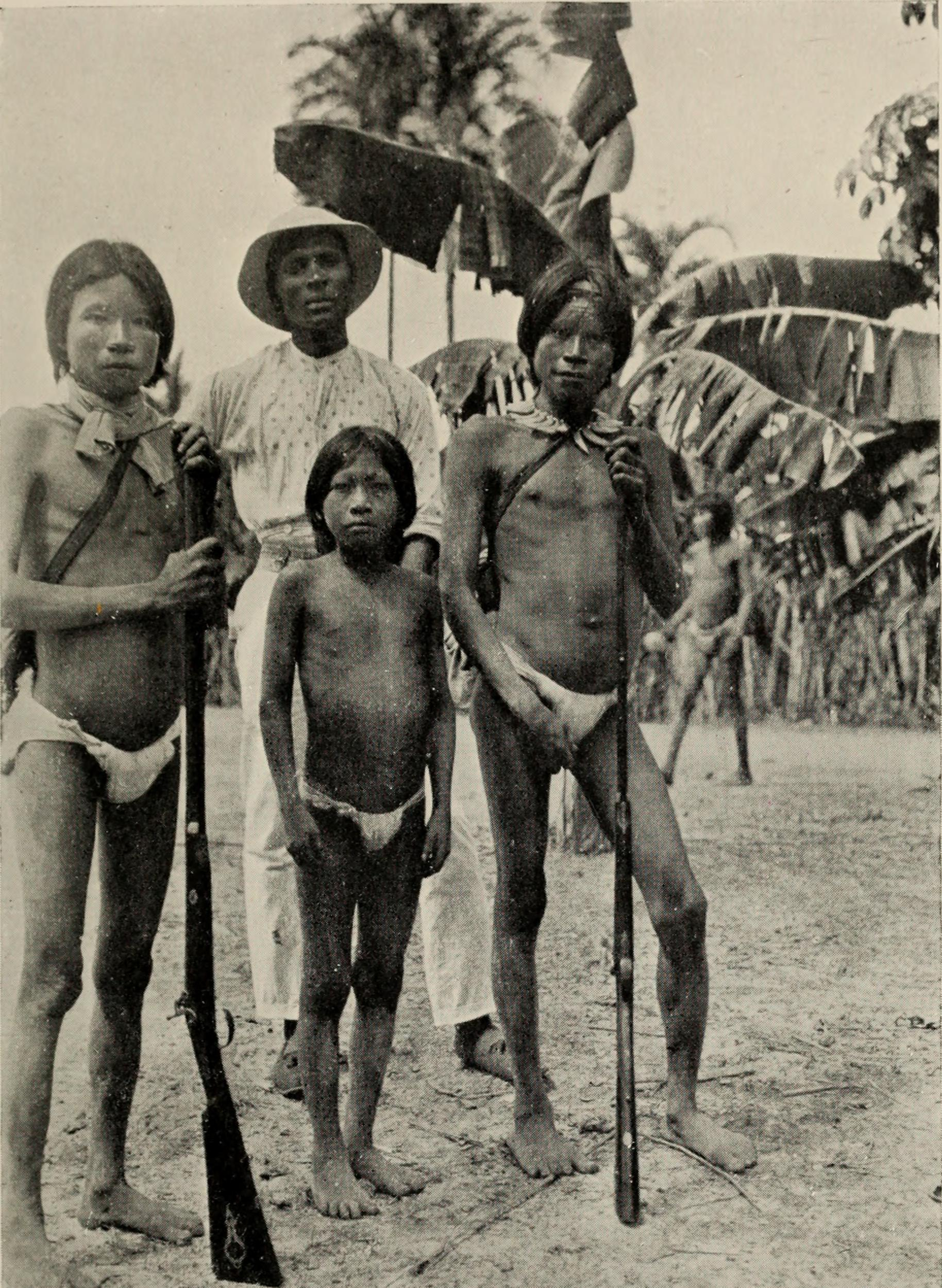
Falantes da língua Witoto que viviam na região do rio Putumayo

O povo bora vive próximo ao rio Amazonas. No Peru, o bora é falado principalmente nas áreas dos rios Yaguasyacu, Putumayo e Ampiyacu, em cinco comunidades nativas: boras de Colonia, boras de Brillo Nuevo, boras de Pucaurquillo, Betania e Nuevo Perú. Alguns boras migraram para a Colômbia e passaram a viver perto do rio Igaraparana (afluente do Putumayo).
Além disso, cerca de 760 indígenas falam o dialeto Miraña e moram no baixo rio Caquetá, na Colômbia,  próximo à foz do Cahuinari. Esses indivíduos são chamadas por pessoas de fora como Miraña, mas se autodenominam como "gente do rio abaixo". O dialeto e o Bora têm 94% de inteligibilidade. Uma língua intimamente relacionada, mas mutuamente ininteligível, é o Muinane.
Embora ainda existam 840 pessoas vivendo no Brasil, entre as áreas dos rios Tefé e Caiçara e ao longo do Rio Içá brasileiro, nenhum falante de miraña, como primeira língua, foi relatado. Isso ocorreu devido à incorporação do português após a colonização.
Na classificação tradicional, de acordo com Ashmann, Thiesen e Weber, o Bora faz parte da família Witoto. No entanto, Echeverri e outros estudiosos consideram que o Bora e o Witoto descendem de uma mesma protolíngua e fazem parte de um complexo cultural conhecido como People of the Centre (Gente do Centro, em português). Depois teriam surgido oito grupos etnolinguísticos: Witoto, Nonuya, Ocaina, Bora, Miraña, Muinane, Resígaro, e Andoke.

## Fonologia
A fonologia envolve o sistema de sons. A língua bora tem vogais e consoantes únicas, além de ser uma língua tonal. 

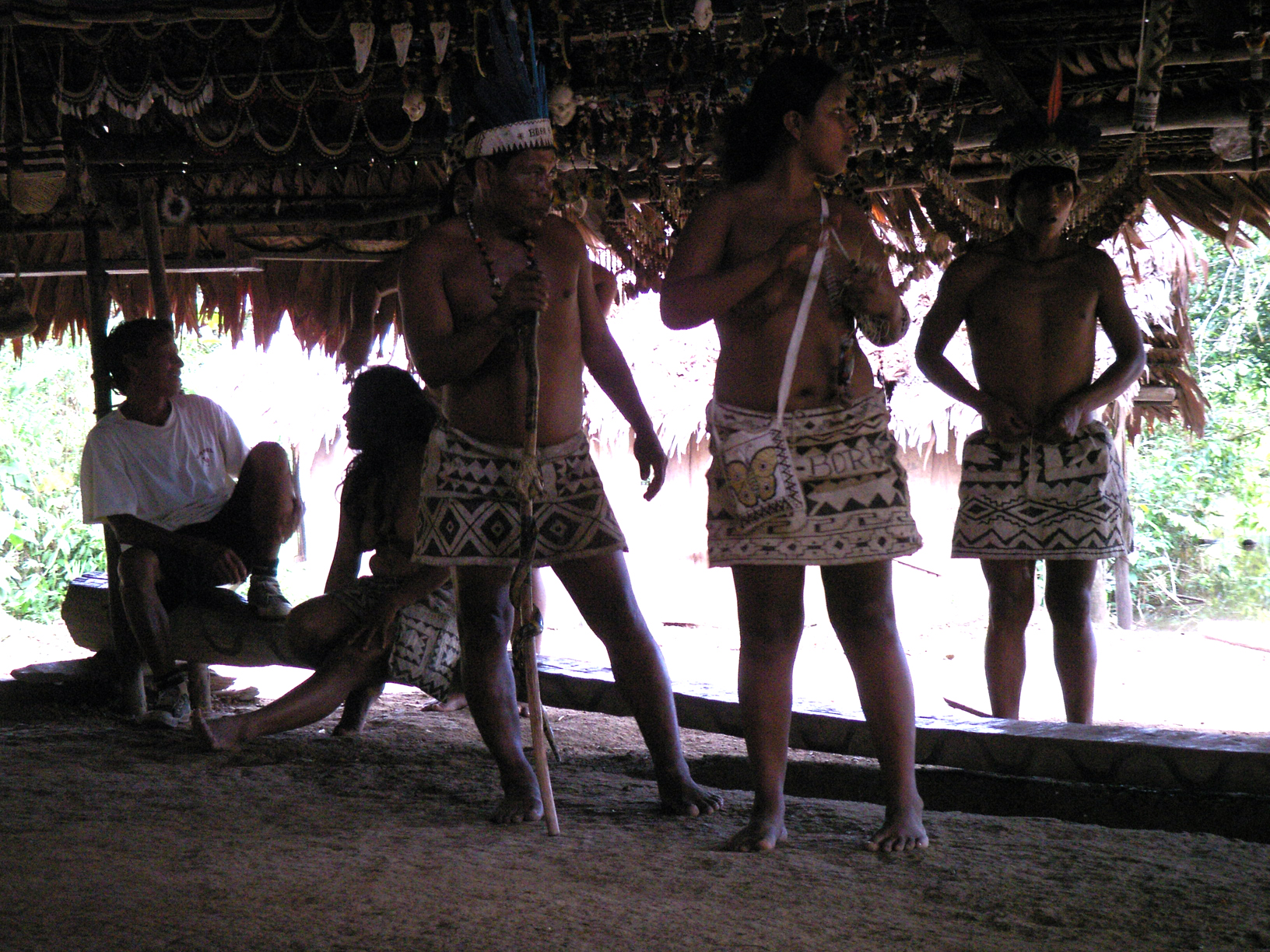
Foto do povo bora

### Tons
Apresenta dois tipos de tons: alto e baixo. O alto é indicado pelo acento agudo acima da vogal e o baixo é indicado pela ausência do acento.
Dependendo da entonação, uma mesma palavra tem significados diferentes. As palavras podem ter um número ilimitado de sílabas com tom alto. Além disso, duas sílabas seguidas não podem ter tons baixos, exceto no final da palavra. Confira alguns exemplos:
ávyéjuúbe - chefe.
Ávyéjuube majchó - O chefe come.

### Vogais
O bora contém três vogais altas não arredondadas. Essa característica é muito rara, pois, das 451 línguas presentes no Banco de Dados de Inventário de Segmentos Fonológicos da UCLA (UPSID), apenas nove têm uma vogal central e uma vogal anterior parecidas. Steve Parker afirma: "Provavelmente nenhuma outra língua no mundo tem um sistema vocálico fonológico como o dos Bora".
As vogais são apresentadas a seguir. As letras em parênteses são as usadas no alfabeto bora.
|       | Posterior | Central | Anterior |
| ----- | --------- | ------- | -------- |
| Alta  | i         | ɨ       | u        |
| Média | e         |         | o        |
| Baixa |           | a       |          |

### Consoantes
|           |           | Labial  | Dental  | Dorsal      | Dorsal  | Dorsal | Glotal |
| --------- | --------- | ------- | ------- | ----------- | ------- | ------ | ------ |
| Palatal   | Velar     | Labial  | Dental  | Lábio-Velar |         |        | Glotal |
| Oclusiva  | Surda     | p       | t       |             | k       | kw kʷ  | ʔ ʔ    |
| Oclusiva  | Aspirada  | ph pʰ   | th tʰ   |             | kh kʰ   |        |        |
| Oclusiva  | Palatal   | py pʲ   | ty tʲ   |             | ky kʲ   |        |        |
| Oclusiva  | Aspirada  | phy pʰʲ | thy tʰʲ |             | khy kʰʲ |        |        |
| Fricativa | Simples   | β       |         |             | x       |        |        |
| Fricativa | Palatal   | βy βʲ   |         |             | xy xʲ   |        |        |
| Africada  | Surda     |         | ts t͡s   | č t͡ʃ        |         |        |        |
| Africada  | Aspirada  |         | tsh t͡sʰ | čh t͡ʃʰ      |         |        |        |
| Nasal     | Simples   | m       | n       |             |         |        |        |
| Nasal     | Palatal   | my mʲ   | ny nʲ   |             |         |        |        |
| Líquida   | Líquida   |         | ɾ       |             |         |        |        |
| Semivogal | Semivogal |         |         | y j         |         |        |        |

## Ortografia

### Alfabeto
O alfabeto bora é formado por 26 letras e foi reconhecido oficialmente no dia 2 de novembro de 2015 pelo Ministério da Educação do Peru.
| Grafia | Fonema     | Aproximação com o português                             | Grafia | Fonema   | Aproximação com o português                              |
| ------ | ---------- | ------------------------------------------------------- | ------ | -------- | -------------------------------------------------------- |
| Aa     | /a/        | alface                                                  | Ll ll  | /t͡ʃ~t͡sʲ/ | tia                                                      |
| Bb     | /p/        | pêra                                                    | Mm     | /m/      | maçã                                                     |
| Cc     | /kʰ/       | próximo a kingdom (em inglês)                           | Nn     | /n/      | navio                                                    |
| Ch ch  | /t͡ʃʰ~t͡sʲʰ/ | não há no Pt-Br                                         | Ññ     | /ɲ/      | sing (em inglês)                                         |
| Dd     | /t/        | tudo                                                    | Oo     | /o/      | ovo                                                      |
| Ds ds  | /t͡s/       | equivalente a zucchero (em italiano)                    | Pp     | /pʰ/     | Não há no Pt-BR (equivalente a pack [pʰæk] (em inglês))  |
| Ee     | /e/        | pelo                                                    | Rr     | /ɾ/      | cara                                                     |
| Gg     | /g~k/      | semelhante a cara                                       | Tt     | /tʰ/     | Não há no Pt-Br (equivalente a talk [tʰɒːk] (em inglês)) |
| Hh     | /ʔ/        | ã'ã (para negar algo)                                   | Ts ts  | /t͡sʰ/    | próximo a tsetse (em inglês)                             |
| Ii     | /i/        | ilha                                                    | Uu     | /ɯ/      | pegar (em português de Portugal)                         |
| Ɨɨ     | /ɨ/        | equivalente a turn (em inglês)                          | Vv     | /β/      | equivalente a haber (em espanhol)                        |
| Jj     | /x~h/      | xícara                                                  | Ww     | /kʷ~kp/  | equivalente a corn (em inglês)                           |
| Kk     | /kʰ~k/     | Não há no Pt-Br (equivalente a kiss [kʰɪs] (em inglês)) | Yy     | /j/      | paiol                                                    |

## Gramática

### Pronomes
São cinco tipos de pronomes: pessoais, demonstrativos, interrogativos, possessivos e indefinidos. Cada um pode ser animado ou inanimado.

#### Pronomes pessoais
São masculinos, femininos ou não especificados quanto ao gênero. Podem ser de primeira, segunda ou terceira pessoa e são classificados em singulares, plurais ou duais. Além disso, o dual e o plural da primeira pessoa podem ser inclusivos (se referem a todos os ouvintes) ou exclusivos (se referem somente ao que fala e aos do seu grupo).
| Pessoa   | Gênero | Número   | Número    | Número    | Número | Número |
| Pessoa   | Gênero | Singular | Dual      | Dual      | Plural | Plural |
| -------- | ------ | -------- | --------- | --------- | ------ | ------ |
|          |        |          | Incl.     | Excl.     | Incl.  | Excl.  |
| Primeira | Masc.  | oó       | meé       | muhtsi    | meé    | muúha  |
| Primeira | Fem.   | oó       | meé       | muhpɨ     | meé    | muúha  |
| Segunda  | Masc.  | uú       | ámuhtsi   | ámuhtsi   | ámuúha | ámuúha |
| Segunda  | Fem.   | uú       | ámuhpɨ    | ámuhpɨ    | ámuúha | ámuúha |
| Terceira | Masc.  | diíbye   | diityétsi | diityétsi | diítye | diítye |
| Terceira | Fem.   | diílle   | diityépɨ  | diityépɨ  | diítye | diítye |

Pronomes pessoais inanimados são de terceira pessoa do singular, dual ou plural e formam-se pela adição dos sufixos classificadores à raiz te-/tee- que significa "coisa". Por exemplo: teéne significa coisa em geral.

#### Pronomes indefinidos animados
Todos são de terceira pessoa e podem ser singulares, duais ou plurais. Os singulares e os duais também pode ser classificados como femininos ou masculinos.
| Gênero | Em português | Número    | Número     | Número  |
| Gênero | Em português | Singular  | Dual       | Plural  |
| ------ | ------------ | --------- | ---------- | ------- |
| Masc.  | Um           | tsaápi    | tsaatétsi  | tsaáte  |
| Fem.   | Uma          | tsáápille | tsaatépɨ   | tsaáte  |
| Masc.  | Outro        | tsijpi    | tsíjtyetsi | tsijtye |
| Fem.   | Outra        | tsíjpille | tsíjtyepɨ  | tsijtye |

#### Pronomes indefinidos inanimados
São de terceira pessoa e classificam-se em singular, dual ou plural. Os classificadores -ne (coisa em geral), -he (árvore ou planta) e -ba/-hba (fruto suave) são adicionados aos sufixos duais -cu/-cuu ou plurais -jɨ/-jhɨ.
| Singular um/uma               | Dual ambos/ambas                       | Plural alguns/algumas                        |
| ----------------------------- | -------------------------------------- | -------------------------------------------- |
| tsane tsahe tsahba            | tsáneécu tsáheécu tsábaácu             | tsánehiɨ tsáhehiɨ tsábahjɨ                   |
| tsiine tsiihe tsihba          | tsineécu tsíheécu tsíbaácu             | tsáápilletsinehjɨ tsihyehjɨ tsibahiɨ         |
| ihdicyane ihdicyahe ihdicyaba | ihdicyanéécu ihdicyahéécu ihdicyabáácu | tsijpiihdicyanehjɨ ihdicyahéhjɨ ihdicyabáhjɨ |

#### Pronomes possessivos
Formam-se juntando os prefixos pronominais ta- "meu", di- "teu", me- "nosso" (inclusivo), i- "seu" (dele, dela, deles, delas) e mu- "de quem" com o sufixo -hne/-hie.
tahñe - meu/ minha
dihñe - teu/ tua
mehne - nosso/ nossa (inclusivo)
ihñe - seu/ sua (dele, dela, deles, delas)
muhné - de quem

### Substantivos
Existem 3 classes de substantivos: concretos, abstratos e locativos.
Concretos: animados (se referem a seres vivos) e inanimados (se referem a coisas).
Abstratos: referem-se a ações, resultados de ações e estados. São equivalentes ao verbo no infinitivo e mudam os tons quando atuarem como verbos.
Locativos: indicam posição ou relação com objetos, pessoas ou animais.

### Verbos
Em bora, os verbos expressam ações, efeitos de ações ou estados. São ativos, passivos ou de estado e podem ser modificados por advérbios.
Transitividade verbal

#### Verbos transitivos
A ação recai sobre o objeto direto, o qual possui o sufixo -ke se for animado, e não é necessário indicar quando já é possível determinar a quem se refere. Por exemplo:
Ó ájtyumí oohííbyeke - vi o tigre.
Ó ájtyumɨ́ - vi-o.
Alguns verbos transitivos exigem sujeito, paciente (possui o sufixo -vu ou -di/-hdi + -vu, se for animado) e receptores (recebe o sufixo -ke). Por exemplo:
Tsɨɨju ɨ́jtsɨɨméneke ajcú majchóvu - a mãe deu comida ao seu bebê.

#### Verbos intransitivos
Existem dois tipos: quando o sujeito é agente da ação ou quando o sujeito é paciente. Por exemplo:
Ó dsɨɨné - eu corri.
Úmehe víuuvé - a árvore se quebrou.

#### Verbos de estados
Expressam o estado temporário ou permanente. Alguns podem expressar uma condição ou qualidade, enquanto outros expressam o resultado de uma ação. Acompanhe alguns exemplos:
Ó chemé - estou enfermo.
Ó imí - sou bom/sano.
Ácújcatyémé íhjyá pañe - estão sentados em sua casa.

#### Verbos reflexivos e recíprocos
Os reflexivos formam-se por meio do sufixo -mei adicionado a um verbo transitivo e indica que a ação recai sobre o mesmo sujeito. Por exemplo:
Ó wáhdáhɨnúmeí - me cortei.
Os recíprocos formam-se com a adição do sufixo -jcatsi a um verbo transitivo ou intransitivo e indicam que o sujeito (dual ou plural) interagem entre si. Por exemplo:
Táñáhbemútsí méénújcatsí - meus irmãos estão golpeando-se.

#### Tempos e modos
Os verbos podem estar no modo indicativo ou no modo imperativo, no tempo passado-presente (ação realizada ou que está se realizando) ou no tempo futuro (ação ainda não realizada).
No tempo passado-presente o contexto vai indicar qual dos dois tempos está sendo usado, por exemplo, uma resposta para as perguntas "o que seu irmão está fazendo" e "o que seu irmão fez ontem" seria:
Wákímyeííbye - Ele está trabalhando/ ele trabalhou.
O futuro é indicado de duas maneiras:
1. O sujeito antecede o verbo, a última vogal é repetida e a última sílaba recebe o tom alto, assim, o verbo termina com tons baixo-alto. Por exemplo, Ó nijtyú táwajyámu - eu lavo minha roupa. Ó nijtyuú táwajyámu - vou lavar minha roupa.
2. O sujeito segue o verbo como sufixo pronominal, adiciona-se o sufixo -i. Íwajyámú níjtyulle - ela lava sua roupa. Íwajyámú níjtyúille - ela lavará sua roupa.[19]

##### Modo indicativo
Pode ser declarativo, interrogativo, exortativo e explicativo:
O declarativo indica que o falante afirma algo com veracidade.
O interrogativo é usado em perguntas de conteúdo (formadas com um pronome interrogativo) e em perguntas afirmativas ou negativas (é usada a partícula "a" à oração declarativa para indicar pergunta).
O exortativo é parecido com o imperativo, no entanto, não tem tanta força. Serve para fazer uma sugestão. Emprega-se o pronome pessoal indefinido singular múu como sujeito.
O explicativo serve para dar uma explicação de como se faz certa ação. Forma-se com o pronome pessoal indefinido plural múúne, como sujeito, e adiciona-se o prefixo me- (nós) ao verbo. Por exemplo:
Íllu múúne núhbake méímíbajchó - é assim que se conserta um relógio.

##### Modo imperativo
Usado para dar ordens e é subentendido porque a ordem se dirige a uma pessoa ou animal. Pode ser singular (adiciona-se o prefixo di-/d-), plural ou dual (nos dois casos adiciona-se o prefixo me- ao verbo). Por exemplo:
Dáábucu - aguente.
Méaabúcu - aguentem.
Májchoó - coma.
Mémajcho - comam.

#### Derivação
As raízes verbais podem ser simples (consistindo em uma raiz livre, ou seja, possui significado sozinha), complexas (consistindo em uma raiz e um sufixo ligado) ou compostas (consistindo em mais de uma raiz ou uma raiz e vários sufixos).
O bora possui dois tipos diferentes de sufixos verbais: os sufixos de Derivação I pertencem à raiz do verbo; os de Derivação II modificam a raiz do verbo. Cada sufixo muda o significado da raiz do verbo.
| Sufixo      | Glossário              | Exemplo                                                            | Tradução para o inglês                         | Tradução para o português        |
| ----------- | ---------------------- | ------------------------------------------------------------------ | ---------------------------------------------- | -------------------------------- |
| -tʰɛ        | Translativo(tornar-se) | kʰóːʔà-tʰʲɛ̀frio-translativo                                        | ‘to cool, to chill’                            | Semelhante à refrescar ou legal  |
| -ʦʰo        | Causativo              | pʰɛ́ːtʰɛ̀-ʦʰòluz-causativo                                           | ‘to light’                                     | Acender                          |
| -βɛ         | Verbalizado Ação única | pʰɨ̀ːʔɨ́-βɛ̀perto-verbalizado ɨ́kʰɯ̀-βɛ̀servir-ação única                | ‘to come close, to approach’‘to serve’         | Chegar perto, aproximar Servir   |
| -βa         | Verbalizado            | tʰáːpà-βàesposa-verbalizado                                        | ‘to get married, to take a wife’               | Casar-se, tomar a esposa         |
| -mɛ̀i        | Reflexivo              | áːmɯ́-mɛ̀ìbater-reflexivo                                            | 'to hit oneself’                               | Bater em alguém                  |
| -kʰo        | Iterativo (repetido)   | tɨ́máx-kʰòmastigar-iterativo                                        | 'to chew’                                      | Mastigar                         |
| -xkʰo -ʔkʰo | Iterativo              | kʰáxɯ̀-xkʰòexpelir.da.garganta-iterativo k͡páɽɨ̀-ʔkʰòfritar-iterativo | ‘to expel something from one’s throat’‘to fry’ | Expelir algo da garganta' Fritar |

Algumas raízes verbais combinam com mais de um sufixo de Derivação I:
póʔɨ̀ː-tʰɛ (recuperar. Tornar-se.) - Recuperar-se.
póʔɨ̀ː-ʦʰò (recuperar-causativo) - Confortar, dar consolo.

#### Derivação (conjugação em número e pessoa)
Os radicais verbais simples ou complexos podem ser modificados pelos sufixos da Derivação II apresentados na tabela.
| Sufixo | Significado                 | Exemplo          | Tradução para o português                                             |
| ------ | --------------------------- | ---------------- | --------------------------------------------------------------------- |
| ∅      |                             | tsʰòxtsʰò        | Tomar banho (usado no sentido de dar banho em outra pessoa ou animal) |
| -tʰɛ   | Vai para                    | tsʰóxtsʰò-tʰɛ̀    | Vai tomar banho                                                       |
| -βɛ    | Vem para                    | tsʰòxtsʰó-βá     | Vem tomar banho                                                       |
| -xɛ    | Retorna de                  | tsʰóxtsʰò-xɛ̀     | Retorna do banho                                                      |
| -ɛʧɛ   | 3ª ps do singular feminino  | tsʰóxtsʰò-ʧɛ̀     | Ela toma banho                                                        |
| -ɯβɛ   | 3ª ps do singular masculino | tsʰóx-tsʰǒː-βɛ̀   | Ele toma banho                                                        |
| -mɯʦʰì | Dual mascullino             | tsʰóxtsʰò-mɯ́ʦʰì  | Eles (dois homens) tomam banho                                        |
| -mɯpʰɨ | Dual feminino               | tsʰóxtsʰò-mɯ́pʰɨ̀  | Elas (duas mulheres) tomam banho                                      |
| -mɛ    | 3ª ps do plural             | tsʰòxtsʰó-mɛ̀     | Tomam banho (sem distinção de gênero)                                 |
| -tʰɯ   | Negativo                    | tsʰóxtsʰò-tʰɯ́    | Não toma banho                                                        |
| xɯːkʰo | Tempo presente (agora)      | tsʰòxtsʰó-xɯ̀kʰóː | Está tomando banho agora                                              |
| -ʦʰo   | Causativo                   | tsʰóxtsʰò-ʦʰó    | Não há no Pt-BR (equivalente a 'causes to bathe' (em inglês))         |
| -ɽaʔì  | Frustrativo                 | tsʰóxtsʰò-ɽáʔì   | Incapaz (não consegue) de tomar banho                                 |
| -kʰi   | Objetivo, propósito         | tsʰóxtsʰò-kʰì    | Com o objetivo de tomar banho                                         |

### Sentença

#### Estrutura básica da oração
Generalizações da ordem dos termos na oração podem ser feitas apesar de existir uma liberdade no posicionamento, o que torna a análise da estrutura sintática mais desafiadora.
Basicamente, as orações possuem um sujeito (deve estar explícito ou ser identificado pelo contexto) e um predicado com, no mínimo, um verbo. Por exemplo:
Oohííbyé dsɨɨné - O cachorro corre.
Existem dois tipos de orações: as principais e as incorporadas. Já foi observado que as orações principais não possuem uma ordem de palavras fixa. Isso ocorre porque os sufixos indicam as relações entre uma frase e outra.
Por outro lado, as incorporadas sempre apresentam o verbo no final e os advérbios ficam à esquerda dele. Além disso, o verbo segue o objeto, o que não ocorre necessariamente em orações principais. Por exemplo:
Imílléme añúmúnaádurejuco iñeéne - Eles querem falar como as pessoas brancas.

#### Orações independentes
Podem ser indicativas ou imperativas. As indicativas são declarativas, interrogativas, exortativas ou explicativas. (conferir a seção dos modos). Nas imperativas, um prefixo que indica o sujeito é adicionado ao verbo no infinitivo. Se o sujeito for singular, adiciona-se di-/d- e se é plural, usa-se o prefixo inclusivo me-. Seguem exemplos de orações indicativas e imperativas, respectivamente.
Áánu cheméhi - Este (humano ou animal) está enfermo.
Mémajchóté ɨ́ɨ́cúíí - Vão rápido comer.

#### Orações subordinadas
Aparecem dentro de outra oração e são classificadas em substantivas, adjetivas ou adverbiais.
Substantivas: desempenham o papel de sujeito, objeto direto ou objeto de um oração independente. Por exemplo:
Mítyane wákímeííbye - Ele trabalha muito.
Mítyane wákímeííbye - Ele, que trabalha muito, já vem (papel de sujeito).
Adjetivas: modificam o sujeito, o complemento direto ou o objeto de uma oração independente. Por exemplo:
Aabyée oohííbyé oke íhdoobe tsáá - Esse, o cachorro que me mordeu, está vindo.
Adverbiais: podem ter papel de advérbio de maneira, tempo, lugar, condição, propósito, instrumento e razão. Por exemplo:
Ditye tsáácooca peeímyé ihjyávu - Quando eles vierem, irão (vão ir) a sua casa (indica tempo).

#### Perguntas (sim/não)
São as perguntas cuja resposta pode ser afirmativa ou negativa. São originadas das orações indicativas e iniciadas com 'sim/não' (representado pela letra 'a'). Por exemplo:
¿A u tsáá áméjutu? - Você veio de 'rio abaixo'?

#### Perguntas de conteúdo
Nesse tipo de pergunta a resposta 'sim/não' não é o suficiente. São iniciadas por frases interrogativas que podem ser pronomes como "quem", "como", "por que", entre outros. A seguir, um exemplo de frase com o pronome múha (quem):
¿Múha tsáá áméjutu? - Quem vem de 'rio abaixo'?
O tsáá áméjutu? - Eu venho de 'rio abaixo'.
Na tabela a seguir, são apresentadas algumas raízes que formam as frases interrogativas.
| Raízes    | Significado                |
| --------- | -------------------------- |
| múha      | quem (animado, nominativo) |
| ɨɨne~ɨɨná | o que (inanimado           |
| ca-       | qual (animado)             |
| kee-      | qual (inanimado)           |
| ɨvee-     | por que                    |

#### Negação
Orações negativas com adjetivos: formadas por meio da adição do sufixo -tʰɯ (-tu) para indicar o sentido oposto, por exemplo, ímyétu significa sem sabor.
Negação em frases finitas: ocorre tom alto na primeira sílaba. Quando o sujeito é posicionado antes do verbo, a oração começa com tsá (não). Já em orações com sujeito posterior ao verbo, o classificador de sujeito ocupa o lugar do classificador -nɛ〈∅〉(na maioria dos casos serve para indicar que a palavra não é animada). Confira os exemplos:
Tsá dibye péétune - Ele não foi.
Májchótuúbe - Ele não tem comido (pão).
Negação enfática: usa-se o -jɨ́ɨ́va no final ou -hɨ́ no meio da sentença para recusar algo co contraste. Por exemplo:
¿Ava dínaalle peéhi ámeúvu? - Sua irmã vai descer o rio (como dizem)?
Tsáhaá; diilléjɨ́ɨ́va. Óóréjuco. - Não, ela não. Só eu (vou).

## Vocabulário
O trecho a seguir chama-se, em português, Conto da Filha de Deus. É uma pequena parte de um conto folclórico dos bora e foi escrito em um livro bilíngue (bora e espanhol) com o objetivo de registrar a cultura tradicional do povo e facilitar o uso do leitor.
| Texto em Bora                                                                       | Texto em português                                                                                  | Texto em espanhol                                                                                          |
| ----------------------------------------------------------------------------------- | --------------------------------------------------------------------------------------------------- | --- |
| PÍÍVYÉÉBÉ AJYÚWÁ UUBÁLLE                                                            | CONTO DA FILHA DE DEUS                                                                              | CUENTO DE LA HIJA DE DIOS                                                                                  |
| Píívyéébeváa wáñehjɨnúiyá íllímútsikye.                                             | Deus quis fazer uma festa em homenagem a seu filho e sua filha.                                     | Dios quiso hacer una fiesta en honor a su hijo e hija.                                                     |
| Árónáacáváa dííllema ditye wáñehjɨɨnúíyólleke diibye íñahbéré íjcyároobe éévatsóhi. | A filha de Deus que ia participar da festa estava grávida do próprio irmão.                         | La hija de Dios que iba a participar en la fiesta estaba encinta de su proprio hermano.                    |
| Aanéváa tsá ditye wáájácutú cáánimu.                                                | Seus pais não sabiam disso.                                                                         | Sus padres no sabían tal cosa.                                                                             |
| Árónáacáváa diibye Píívyéébe hájkímú tééneri góócohíjcyáhi.                         | Como os parentes desse Deus sabiam o que havia acontecido com sua filha, eles riam e zombavam dela. | Como los parientes de este Dios sabían lo que le había ocurrido a su hija, se reían y se burlaban de ella. |
| Aánetúváa tsúúca diitye cáánimu waajácújucóóhi.                                     | Por isso seus pais vieram a saber.                                                                  | Motivo por el cual sus padres llegaron a darse cuenta.                                                     |